# 香川県道12号三木国分寺線
香川県道12号三木国分寺線（かがわけんどう12ごう みきこくぶんじせん）は、香川県木田郡三木町から高松市に至る県道（主要地方道）である。通称は川島街道。

## 概要
国道32号から高松自動車道高松西IC間で4車線、その他は2車線となっている。高松市南部を横断する主要道路だが、2車線のため渋滞箇所もある。

### 路線データ
- 本線（Google マップ）
  - 起点：香川県木田郡三木町大字池戸（三木郵便局東・香川県道42号小蓑前田東線交点）
  - 終点：香川県高松市国分寺町新名（国分寺新名交差点・香川県道39号国分寺中通線交点）

## 歴史
- 1993年（平成5年）5月11日 - 建設省から、県道三木国分寺線が三木国分寺線として主要地方道に指定される[1]。

## 路線状況

### 名称・愛称
- 川島街道（高松市、木田郡三木町）
  - 高松市川島を経由し長尾街道から仏生山街道へと高松中央部を経由せずに接続する街道であった事から呼称される。当初「坂出長尾線」として計画されていた（そのため案内標識に「坂出」や「さぬき市長尾」が入っている）ため、現在でもこの名前で呼ぶ人もいる。
- 旧 南海道
  - 川島街道は長尾街道の丹生池戸区間から接続されて引き続く、讃岐国一宮および讃岐国府へと至る古代南海道の後身であったため、古地図等ではこの名称が付されている場合がある。前述の「坂出長尾線」として計画されていた路線であったのは、この南海道としての性質を強く引き継いでいたため。

### 重複区間
- 香川県道30号塩江屋島西線（香川県高松市亀田南町・吉田橋交差点 - 香川県高松市十川西町・吉田橋交差点）
- 香川県道178号山崎御厩線（香川県高松市・中間橋西交差点 - 中間交差点）

### 都市計画道路指定
- 高松市
  - 出作中間線 出作町（高松市道朝日町仏生山線交点予定地） - 中間橋西交差点

## 地理

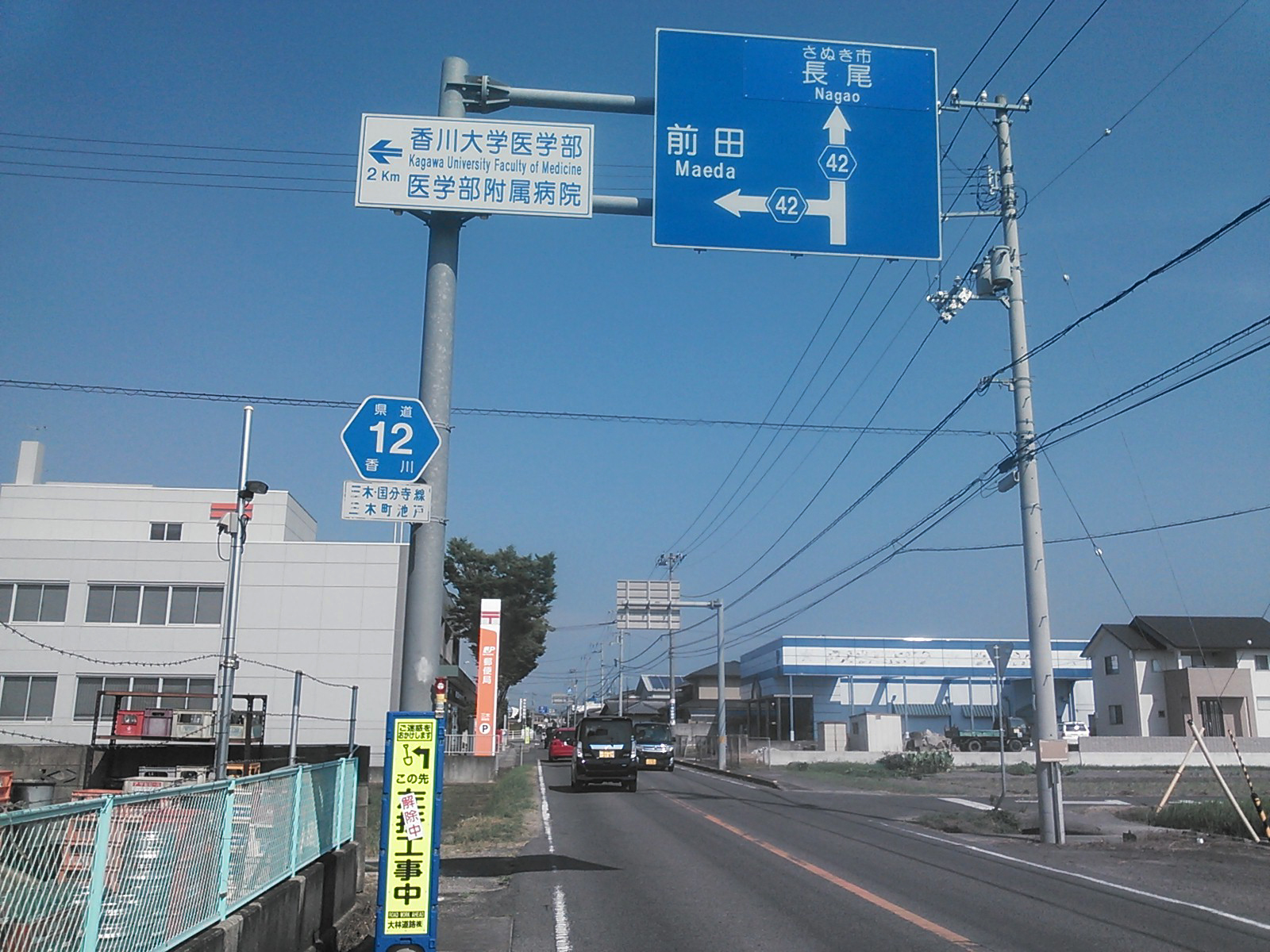
香川県道12号三木国分寺線
三木郵便局西側・至起点方向

### 通過する自治体
- 木田郡三木町
- 高松市

### 交差する道路
- 香川県道42号小蓑前田東線（香川県木田郡三木町大字池戸、起点）
- 香川県道30号塩江屋島西線（香川県高松市亀田南町・吉田橋交差点）
- 香川県道30号塩江屋島西線（香川県高松市十川西町・吉田橋交差点）
- 香川県道10号高松長尾大内線 さぬき東街道（香川県高松市十川西町・十川西町(新)交差点）
- 香川県道156号西植田高松線（香川県高松市川島本町・川島本町交差点）
- 香川県道156号西植田高松線（新線）（香川県高松市高松市川島本町・川島本町西交差点）
- 香川県道43号中徳三谷高松線（香川県高松市三谷町・三谷町中央交差点）
- 香川県道164号三谷香川線（香川県高松市三谷町）
- 香川県道166号岩崎高松線（香川県高松市仏生山町甲・百相交差点）
- 香川県道280号高松香川線（香川県高松市仏生山町甲・新篭池交差点）
- 国道193号（国道492号重複）（香川県高松市三名町・三名町交差点）
- 香川県道172号川東高松線（香川県高松市一宮町・一宮町交差点）
- 香川県道269号塩江香川高松自転車道線（香川県高松市・香東大橋西）
- 香川県道44号円座香南線（香川県高松市円座町・東永井交差点）
- 香川県道282号高松琴平線（香川県高松市円座町・新横内交差点）
- 国道32号（香川県高松市円座町・西永井交差点）
- 香川県道177号円座香西線（香川県高松市円座町・新横内西交差点）
- 香川県道44号円座香南線バイパス・香川県道178号山崎御厩線（香川県高松市中間町・中間橋西交差点）
- E11 高松自動車道（香川県高松市中間町）1 高松西IC
- 香川県道178号山崎御厩線（香川県高松市中間町・中間交差点）
- 香川県道39号国分寺中通線（香川県高松市国分寺町新名・国分寺新名交差点、終点）